# Otoyol 5
Die Otoyol 5 oder O-5 ist eine türkische Autobahnstrecke. Sie führt von Gebze über Orhangazi in die Provinzen Bursa, Balıkesir, Manisa und von dort nach İzmir. Die Autobahn wird mit dem Build-Operate-Transfer-Modell realisiert. Die Ausschreibung, die auch die Brücke über den Golf von İzmit beinhaltete, erfolgte im Jahre 2009.
Ein wesentlicher Teil der Autobahn ist die Brücke, die seit ihrer Fertigstellung 2016 Osman-Gazi-Brücke genannt wird.
Der 25 Kilometer lange Abschnitt Çağlayan-Bursa Batı, also der westliche Abschnitt der Umgehungsstraße von Bursa (früher O-33), wurde in den 2000er Jahren eröffnet. Der 46 Kilometer lange Abschnitt Altınova-Gemlik wurde im April 2016 eröffnet. Die Teilstrecke, welche die Brücke beinhaltet, wurde am 1. Juli 2016 eröffnet.
Am 4. August 2019 wurde die komplette Autobahn für den Verkehr freigegeben.